# Bud Freeman
Lawrence Freeman, detto Bud (Chicago, 13 aprile 1906 – Chicago, 15 marzo 1991), è stato un sassofonista, compositore e direttore d'orchestra statunitense.
Freeman è considerato uno dei sassofonisti jazz più influenti dell'era delle big band. 

## Biografia
Iniziò a suonare il sassofono nel 1922 in un gruppo giovanile di dixieland, la Austin High School Gang, della quale facevano parte anche Jimmy McPartland e Frank Teschemacher. Nel 1925 suonava ormai il sassofono tenore ed era già un professionista.
Nel 1927 si trasferì a New York per suonare con Ben Pollack. Nel 1928, dopo un breve soggiorno a Parigi, cominciò a lavorare come sessionman assieme a musicisti come Red Nichols, Roger Wolfe Kahn, Joe Venuti. Uno dei suoi interventi più celebri fu un assolo registrato nel 1933 in un brano di Eddie Condon intitolato The Eel (l'anguilla), che finì per diventare il soprannome di Freeman a causa delle sue interminabili, serpeggianti improvvisazioni. 
Dal 1936 al 1938 Freeman lavorò con l'orchestra di Tommy Dorsey e, per un breve periodo, anche con quella di Benny Goodman, prima di decidere di fondare una sua orchestra, che chiamò Summa Cum Laude Orchestra (1939-1940). Negli anni della seconda guerra mondiale Freeman era al fronte e dirigeva una banda nelle Isole Aleutine.
Dopo la guerra, Freeman tornò a New York e, pur continuando a dirigere una propria orchestra, continuò a collaborare con Eddie Condon e a suonare in orchestre di stampo più popolare. Nel 1964, insieme a Leon Pober compone Zen Is When, che il The Dave Brubeck Quartet volle includere nell'album Jazz Impressions of Japan. Nel 1968 fu tra i fondatori della World's Greatest Jazz Band e, a metà degli anni settanta si trasferì per alcuni anni a Londra dove continuò a registrare e a esibirsi dal vivo, dando di sé l'immagine di un perfetto gentleman inglese. Tornato a Chicago nel 1980, rimase attivo con registrazioni e concerti fino alla sua morte, avvenuta nel 1991.
Oltre a una quantità di album musicali che coprono tutti i decenni della sua carriera, Bud Freeman ha lasciato in eredità al suo pubblico due libri autobiografici: You Don't Look Like a Musician (t.l. Tu non sembri un musicista), pubblicato nel 1974, e If You Know of a Better Life, Please Tell Me (t.l. Se vieni a sapere di una vita migliore, dimmelo), pubblicato nel 1976 e, nel 1989 un vero e proprio libro di memorie scritto con Robert Wolf e intitolato Crazeology, dal titolo del suo primo pezzo inciso come solista per la Okeh.

## Discografia
- 1928-38 - The Chronolgical 1928-1938 (Classics, 1994)
- 1939-40 - The Chronolgical 1939-1940 (Classics, 1995)
- 1945-46 - The Chronolgical 1945-1946 (Classics, 1997)
- 1946-00 - The Chronolgical 1939-1940 (Classics, 1997)
- 1939-41 - Battle of Jazz, Vol. 1 (Brunswick, 1953) And His Summa Cum Laude Orchestra
- 1940.00 - Comes Jazz (Columbia, 1940) Shellac, 10", 78 RPM, Album
- 1955.00 - Bud Freeman (Bethlehem, 1955) ristampato as The Test of Time (Bethlehem, 1977)
- 1945.00 - Midnight at Eddie Condon's (Emarcy, 1955)
- ???? Bud Freeman and the Chicagoans (Paramount, 1954)
- 1927-35 - Jazz: Chicago Style (Columbia, 1955)
- ???? Bud Freeman and His All-Star Jazz (Harmony, 1957)
- 1958-59 - The Bud Freeman Group (Stere-O-Craft, 19--)
- 1957 - Chicago/Austin High School Jazz in Hi-Fi (RCA, 1958)
- 1958 - Bud Freeman & His Summa Cum Laude Trio (Dot, 1959)
- 1960 - The Bud Freeman All-Stars featuring Shorty Baker (Swingville, 1961) con Shorty Baker
- 1959 - Midnight Session (Dot, 1960) con Mary Mulligan
- ???? Summer Concert 1960 (Jazz Archives, 1960)
- 1962 - Something to Remember You By (Black Lion, 1962)
- ???? Chicago (Black Lion, 1962)
- 1963 - Something Tender (United Artists, 1963)
- 1969 - The Compleat Bud Freeman (Monmouth, 1970)
- 1974 - The Joy of Sax (Chiaroscuro, 1974)
- ???? Jazz Meeting in Holland (Circle, 1975)
- ???? Song of the Tenor (Philips, 1975)
- 1975 - Bud Meets Buddy (Cirle, 1976) ristampato comeTwo Beautiful (Circle, 1983)
- 1976 - Bucky and Bud (Flying Dutchman, 1976)
- 1978 Live in Harlem (Cat, 1978)
- 1983 - California Session (Jazzology, 1982)
- 1983 - The Real Bud Freeman (1984) (Principally Jazz, 1985)
- 1974 - Superbud (Jazzology, 1975) Reissued in 1992

With Rex Stewart and Cootie Williams
- The Big Challenge (Jazztone, 1957)

With George Wein
- Newport Jazz Festival All Stars (Atlantic, 1959 [1960]) con Buck Clayton, Pee Wee Russell, Vic Dickenson, Champ Jones e Jake Hanna
- George Wein & the Newport All-Stars (Impulse!, 1962)